# Frank D. Gilroy
Frank Daniel Gilroy (New York, 13 ottobre 1925 – Monroe, 12 settembre 2015) è stato un drammaturgo, regista e sceneggiatore statunitense, vincitore del Premio Pulitzer nel 1965.

## Biografia
Dopo gli studi al Dartmouth College e a Yale, Frank D. Gilroy ha cominciato a lavorare come sceneggiatore di serie televisive, prima di debuttare a teatro nel 1962. Gilroy è noto soprattutto per la pièce La signora amava le rose, che gli valse il New York Drama Critics' Circle, il Tony Award alla migliore opera teatrale e il Premio Pulitzer per la drammaturgia. La sua carriera teatrale proseguì negli anni settanta, ottanta e novanta, oltre a scrivere e dirigere numerosi film, tra cui, Guadalcanal ora zero, L'unico gioco in città e Desperate Characters, oltre a curare l'omonimo adattamento cinematografico de La signora amava le rose.
Fu sposato con Ruth Gaydos dal 1954 alla morte, avvenuta nel 2015, e la coppia ebbe tre figli: Tony, Dan e John.

## Filmografia parziale

### Regista

#### Cinema
- Desperate Characters (1971),
- John O'Hara's Gibbsville (also known as The Turning Point of Jim Malloy) (1975),
- Da mezzogiorno alle tre (From Noon Till Three), (1976)
- Once in Paris... (1978),
- The Gig (1985),
- The Luckiest Man in the World (1989),
- Money Play$ (1998),

#### Televisione
- Nero Wolfe - film TV (1979)

### Sceneggiatore

#### Cinema
- La pistola sepolta (The Fastest Gun Alive), regia di Russell Rouse (1956)
- Texas John Slaughter (1958)
- Gunfight at Sandoval (1959)
- The Gallant Hours, with Beirne Lay, Jr. (1960)
- The Subject Was Roses (1968)
- The Only Game in Town (1970)
- Desperate Characters (1971),
- John O'Hara's Gibbsville (also known as The Turning Point of Jim Malloy) (1975),
- Da mezzogiorno alle tre (From Noon Till Three), (1976)
- Once in Paris... (1978),
- The Gig (1985),
- The Luckiest Man in the World (1989),
- Money Play$ (1998),

#### Televisione
- Ricercato vivo o morto - serie TV, 2 episodi (1958)
- La legge di Burke - serie TV, 81 episodi (1963-1966)
- Nero Wolfe - film TV (1979)

Riconoscimenti
- 1964 New York Drama Critics' Circle Award perThe Subject Was Roses
- 1964 Outer Critics Circle Award per The Subject Was Roses
- 1964 New York Theatre Club Award per The Subject Was Roses
- 1965 Tony Award per The Subject Was Roses
- 1965 Pulitzer Prize per The Subject Was Roses
- 1966 Doctor of Letters from Dartmouth College
- 1971 Orso d'Argento al  21° Berlino Film Festival per Desperate Characters